# Skeptizismus
Der Skeptizismus in der Philosophie ist eine Denkrichtung, die sich durch Zweifel an der Möglichkeit gesicherter Erkenntnis auszeichnet. Skeptizistische Philosophen hinterfragen, ob Menschen tatsächlich Wissen über die Welt erlangen können, und stellen die Grundlagen von Wissen, Überzeugungen und Wahrheit infrage. Der Skeptizismus hat eine lange Geschichte und tritt in verschiedenen Formen und Intensitäten auf.
In der klassischen philosophischen Tradition bezeichnet Skeptizismus das systematische Hinterfragen von Überzeugungen, nicht bloßen Zweifel, als Grundprinzip des Denkens. Skeptiker stellen die Möglichkeit einer Erkenntnis von Wirklichkeit und Wahrheit entweder infrage oder schließen sie prinzipiell aus. In der neuzeitlichen Verwendung wird der Begriff jedoch oft verkürzt als Ausdruck allgemeinen Zweifels verstanden, wodurch die ursprüngliche Betonung auf kritisches Untersuchen und Forschen in den Hintergrund tritt.

## Über den Begriff

### Begriffsgeschichte
Das Wort Skeptizismus ist eine gelehrte Entlehnung, die aus dem altgriechischen Begriff σκεπτικός skeptikós abgeleitet wurde, der von σκέψις sképsis abstammt; sképsis bedeutet „Betrachtung, Untersuchung, Prüfung“; zugrunde liegt das Verb σκέπτεσθαι sképtesthai „schauen, spähen, betrachten, untersuchen“. Entsprechend waren antike Skeptiker solche, die eine Sache von allen Seiten untersuchten, um deren Beschaffenheit festzustellen. Sie wurden im Hinblick auf ihre Untersuchungen und Überlegungen „Kundige“, altgriech. σοφοί (sophoi) genannt, später auch als Sophisten (σοφισταί) bzw. Philosophen (φιλόσοφοι) bezeichnet.
Die Neigung der Skeptiker, Dinge genau zu untersuchen, führte zu prinzipiellen Bedenken gegen alles, was sich nicht untersuchen ließ. Dazu gehörten alle Aussagen, die über sinnliche Phänomene hinausgingen. Daher wurde menschliches Wissen in Frage gestellt. Um sich nicht festzulegen, bediente man sich einer unparteiischen Sprache und vermied Floskeln wie „es steht fest“, „ich bin sicher, dass“.
Noch für Erasmus von Rotterdam war ein Skeptiker kein Zweifler. Er schrieb um die Wende vom 15. zum 16. Jahrhundert:
„Der Name ‚Skeptiker‘ entspricht dem, was Skeptiker tun: Sie erforschen und denken gründlich nach. Es fällt ihnen schwer, sich auf etwas Bestimmtes festzulegen und sie verteidigen auch nicht das, was sie vermuten. Die Skeptiker folgen dem, was sich bewährt hat, Nicht-Skeptiker aber dem, was sie für gewiss halten.“
Philosophen der Gegenwart, die sich auf die altgriechische Wortbedeutung von Skepsis beziehen, charakterisieren Skepsis als „gemeinschaftliche Untersuchung einer Aspektvielfalt“ eines Gegenstandes und halten diese Sachlichkeit für die beste Möglichkeit, philosophieren zu lernen.
In den Jahrhunderten zwischen 700 und 1000 geriet die antike Skepsis fast in Vergessenheit. Der führende Kirchenlehrer Augustinus, der sich vor seiner Taufe mit dem Skeptizismus vertraut gemacht hatte, kritisierte diesen bald darauf. „Skeptiker sind unglücklich, weil sie die Wahrheit nicht kennen“, schrieb Augustin 386 in seiner philosophischen Frühschrift Über das Glück. Es war sein persönliches Fazit aus der Zeit seiner Zugehörigkeit zu den Akademikern. In seiner kurz darauf entstandenen Schrift Gegen die Akademiker widerlegte Augustinus die skeptischen Sichten im Detail. Diese Schrift diente vielen in den Jahrhunderten danach als Fundgrube für Argumente gegen den Skeptizismus. Wissenschaften, Moral und Lebenspraxis wurden von der christlichen Religion und deren Gewissheiten beherrscht. In der Übergangszeit vom Mittelalter über die Renaissance zur Neuzeit wurde wieder an die antike Skepsis angeknüpft. Die von Montaigne wiedererweckte antike Skepsis ist eine Haltung, die alles fragwürdig macht, die aber auch alles fragwürdig lässt und die Möglichkeit von Gewissheit leugnet und so einen Gegensatz sowohl zu Glauben als auch zu Wissen darstellt.

### Skeptizismus und Dogmatismus
Der Dialog zwischen Skeptikern und Dogmatikern zog sich durch die ganze Zeit der Antike bis zur Zeit der hellenistischen Philosophen. Die Skeptiker gingen davon aus, dass die menschliche Sinneswahrnehmung zwar die einzige philosophisch akzeptable Sachlichkeit ermöglichte, unsere Sinne jedoch kein getreues Abbild der Welt lieferten. Dogmatiker wie der Stoiker Zenon dagegen gingen vom Gegenteil aus. Fast allen Philosophen war gemeinsam, dass die Welt der Götter dem Menschen nicht zugänglich sei. Platon war die Ausnahme: Er postulierte in seiner Ideenlehre, dass der Mensch Zugang zu „ewigen Wahrheiten“ habe. Seine Nachfolger in der Akademie, Arkesilaos und Karneades, haben diese Auffassung als unhaltbar verworfen und ihre eigene Skepsis praktiziert.
Da die Vertreter des Skeptizismus bezweifeln, dass es ein Wahrheitskriterium gibt, steht der Skeptizismus jeder Art im Gegensatz zum Dogmatismus. Als Dogmatismus bezeichnen die Skeptiker alle Richtungen, deren Vertreter behaupten, beweisbare, richtige Aussagen über eine objektive Wirklichkeit machen zu können. Logisch-argumentativ wird der skeptische Widerspruch folgendermaßen formuliert: Zum Beweis einer Hypothese müsse stets Unbewiesenes vorausgesetzt werden. Auch diese Voraussetzung müsse beweisbar sein. So komme man zu einer unendlichen Kette von Beweisen. Außerdem gebe es zu jeder Behauptung eine gegenteilige Behauptung, die mit ebenso einleuchtenden Argumenten vertreten werden kann (Isosthenie); damit sei alles Wissen der Dogmatiker als Scheinwissen zu entlarven. Im Gegensatz zu den Empirikern, Rationalisten und Realisten bestreiten Skeptiker, dass es grundlegende, evidente Wahrheiten gebe, die so offenkundig sind, dass sie jedem zugänglich seien. Etwas anders formulierte zu diesem Thema Richard Rorty folgendes: Das Interesse an der Wahrheit Platons hat nachgelassen. Menschliches Handeln wird heute nicht mehr ontologisch fundiert. Menschen gehen heute von 'intuitiven Vorstellungen' aus, die sich auf 'menschenwürdiges Handeln' beziehen.
Der Skeptizismus ist nicht auf eine Aussage darüber festgelegt, ob es etwas Wahres gibt; Skeptizisten machen nur Aussagen über die verschiedenen Aspekte einer Sache, über die nachgedacht wird. Skeptiker stellen keine objektsprachlichen Behauptungen über wirkliche Sachverhalte auf, weil sie dafür einen Wahrheitsbeweis erbringen müssten. Sie stellen metasprachliche Behauptungen über Aussagen ihrer Gegner auf. D. h. der dogmatische Sprachgebrauch wird am Maßstab der Sache kritisiert.
Vertreter des deutschen Idealismus unterstellten den Skeptikern, dass sie eigentlich Dogmatiker seien. Fichte interpretierte die skeptische Idee, von den Sachen auszugehen und in der Folge, die Erkenntnis der Wahrheit auszuschließen, als skeptisches Dogma.

### Weitere Begriffsbestimmungen
Hegel nannte die Skepsis im Zusammenhang mit seinen Ausführungen über den Skeptizismus „die freie Seite jeder Philosophie“. 1793 hatte Karl Leonhard Reinhold erwähnt, dass es noch nie so viele vieldeutige Bestimmungen des Skeptizismus gegeben habe wie zu seiner Zeit. Häufig wird Skeptizismus mit einer bloß erkenntnistheoretischen Zweifelslehre oder mit Relativismus gleichgesetzt. Er wird auch als Synonym für die eigentliche Philosophie verwendet oder mit einer bestimmten, ausgezeichneten Gestalt der Philosophie identifiziert oder als Variante von Nicht- oder Unphilosophie angesehen.
Die meisten Philosophiehistoriker halten den Zweifel für ein zentrales Merkmal skeptischen Philosophierens. Michel de Montaigne und René Descartes gehörten zu den ersten, die in diesem Sinne philosophierten. Beide kamen ausgehend vom Zweifeln zu jeweils unterschiedlichen Schlussfolgerungen. Seit dem 17. Jahrhundert wird der Begriff 'Skeptizismus' in den Philosophiegeschichten als philosophiehistorische Kategorie verwendet.
Der methodische Zweifel nach dem Grundsatz „An allem ist zu zweifeln“ (lateinisch De omnibus dubitare) des Descartes bedeutet nicht notwendigerweise, dass der Zweifelnde ein Vertreter des Skeptizismus ist. Wer wie Descartes den Zweifel nur als Mittel auf der Suche nach gesichertem Wissen verwendet, ist kein Skeptiker im eigentlichen Sinne. Skeptiker ist, wer die Erfolgsaussichten einer solchen Suche aus prinzipiellen Gründen negativ beurteilt, wie dies z. B. bei David Hume der Fall war. Im weiteren, akademischen Sinne wird Descartes u. a. aber häufig dem Skeptizismus zugeordnet. Er forderte und praktizierte nicht nur den methodischen Zweifel, sondern bezweifelte außerdem die menschlichen Fähigkeiten, Objektives bzw. die Wahrheit zu erfassen. Er setzte daher – wie Augustinus von Thagaste – Gott als objektives Prinzip, das diesen Nachteil ausgleichen sollte.
Skeptische Sichtweisen, wie sie später von Skeptizisten geäußert wurden, traten schon in der Antike in mehr oder weniger radikalen bzw. gemäßigten Varianten auf. Sie sind schriftlich bei Sextus Empiricus, Cicero und Diogenes Laertios zu finden. Radikale, d. h. konsequente Skeptiker lehnten nicht nur die Objektivität von Tatsachenbehauptungen, sondern auch Wahrscheinlichkeits- oder Glaubwürdigkeitsbehauptungen ab; da es kein Kriterium für die Zuverlässigkeit einer objektiven Erkenntnis gebe, könne man auch keinerlei sinnvoll begründbare Aussagen über das Ausmaß einer möglichen Annäherung an die Wahrheit machen. Gemäßigte Skeptiker, wie z. B. platonische Akademiker, ließen Glaubwürdigkeits- oder Wahrscheinlichkeitsaussagen zumindest unter pragmatischen Gesichtspunkten zu oder verwendeten Wahrheitskriterien, nach denen unter Umständen auch etwas nicht absolut Sicheres als wahr bezeichnet werden darf.

## Geschichte

### Antike

#### Vorgeschichte
Das skeptische Denken in Griechenland hatte eine Vorgeschichte. Anfänge suchte man sowohl bei den Vorsokratikern als auch bei Sokrates und den Sophisten. Die Vorsokratiker vertraten keinen neuzeitlichen Skeptizismus als grundsätzliche Haltung. Sie beriefen sich stattdessen auf ihr eigenes Hinsehen und Erkunden und ihr eigenes Nachdenken, dem sie nur vorläufig gültige Ergebnisse zuordneten. Das sprichwörtliche „Ich weiß, dass ich nichts weiß“ des Sokrates sollte Durchgangsstadium auf der Suche nach Wahrheit sein. Diese Suche führte oft zu einer Aporie (Ratlosigkeit, Ausweglosigkeit) – deshalb werden viele platonische Dialoge als aporetische Dialoge bezeichnet – doch war dies für Sokrates und für die Sokratiker und frühen Platoniker kein Anlass, das Streben nach Wahrheitserkenntnis aufzugeben. Die Philosophie und Redekunst von Sophisten wie Gorgias und Protagoras, die zur Begründung gegensätzlicher Behauptungen genutzt werden konnte, stellte traditionelle Wahrheitsannahmen in Frage.
Zusammen mit der Behauptung des Parmenides von Elea, die gängige Wahrnehmung und Urteilsbildung gebe die Realität grundsätzlich falsch wieder, und der daraus abgeleitete Versuch Zenons von Elea, die Fehlerhaftigkeit aller Aussagen über die allgemeine Beschaffenheit der vorhandenen Dinge (Sein), von Zeit und Bewegung nachzuweisen, können die erwähnten Aspekte als Beschreibungen eines Anfangs des skeptischen Denkens in Europa gelten. Über den Wert des Skeptizismus meinte Popkin: „Seit den griechischen Zeiten diente der Skeptizismus als Stolperstein der dogmatischen, metaphysischen Philosophie und sorgte so für deren Redlichkeit.“

#### Hauptrichtungen
Die antike Skepsis wird in zwei Hauptrichtungen eingeteilt, die „pyrrhonische Skepsis“ (Pyrrhonismus), deren Begründer Pyrrhon von Elis (etwa 365/360–275/270 v. Chr.) war, und die „akademische Skepsis“, die in der Platonischen Akademie vertreten wurde. Als langlebiger erwies sich die pyrrhonische Skepsis, bei der es sich nicht um eine institutionelle „Schule“ handelte, sondern um eine Strömung, die noch am Ende des 2. Jahrhunderts n. Chr. lebendig war.

##### Akademische Skepsis
Der Begründer der akademischen Skepsis war der Scholarch (Schulleiter) Arkesilaos, der von ca. 266 bis 241/240 v. Chr. Oberhaupt der Akademie war. Von der Zeit des Arkesilaos an herrschte für rund 180 Jahre die Auffassung vor, dass endgültige Urteile nicht möglich seien und man praktizierte Urteilsenthaltung, Epoché. Dieser Zeitraum wird als „Jüngere Akademie“ bezeichnet. Weder Denken noch Wahrnehmen führe zu Gewissheiten, weil es kein Kriterium für Wahrheit gebe. Einer Anekdote zufolge soll Arkesilaos über die Unsicherheit menschlichen Wahrnehmens gesagt haben:
Nichts ist sicher und nicht einmal das ist sicher.
Karneades – einer seiner Nachfolger – wird als gemäßigter Skeptiker gesehen. Er stellte eine Theorie möglicher Wahrscheinlichkeiten von Gewissheiten auf.
Ein gemäßigter Skeptiker war der letzte Scholarch der Jüngeren Akademie, Philon von Larisa (ca. 158–83). Seine genauen Auffassungen sind nicht überliefert. Es gibt in der Forschung unterschiedliche Vermutungen dazu. Philon floh 88 v. Chr. wegen politischer Auseinandersetzungen in Athen nach Rom; bald darauf – spätestens 86 – ging die Akademie in den Wirren des ersten Mithridatischen Krieges unter. Damit fand der akademische Skeptizismus in Griechenland sein Ende. In Rom wurde er aber noch weiterhin von Cicero, der an Philons Lehrveranstaltungen teilgenommen hatte, vertreten.

##### Pyrrhonische Skepsis
Pyrrhon ging davon aus, dass völlig unerkennbar sei, wie die Dinge für sich sind. Daher müsse man darauf verzichten, eigene Beobachtungen als für alle gültiges Wissen bzw. als objektive Urteile auszugeben.
Der Mainstream der universitär ausgebildeten Philosophen geht davon aus, dass griechische Philosophen durch Philosophieren einen Zustand der „Glückseligkeit“ (Eudaimonie) erstrebten, wofür die Erreichung des Gleichmuts oder der Seelenruhe (Ataraxie, Apathie) als Voraussetzung galt. Auch Pyrrhon bekannte sich zu dem Ziel, die Seelenruhe zu erlangen; er meinte, man könne es durch die skeptische Distanz zur unerkennbaren Wirklichkeit erreichen, da auch alles, was ein Begehren auslösen könnte, der Ungewissheit unterliege. Sextus Empiricus benutzt das Bild von der Ungestörtheit und „Meeresstille der Seele“. Somit steht der Skeptizismus auch für eine Lebensrichtung, eine ethische Grundhaltung, nicht nur für einen Standpunkt in der Erkenntnistheorie. Diogenes Laertios beschreibt die Zielsetzung so: „Als Endziel nehmen die Skeptiker die Zurückhaltung des Urteils an, der wie ein Schatten die unerschütterliche Gemütsruhe folgt (…).“
In der römischen Kaiserzeit fand die pyrrhonische Skepsis in Sextus Empiricus, der im späten 2. Jahrhundert lebte, ein letztes Mal einen bedeutenden Vertreter. Er stellte die Argumente der antiken Skeptiker-Traditionen und die ihnen entgegengesetzten Lehren der Dogmatiker zusammen. Sein Skeptizismus war radikal, die gemäßigten akademischen Skeptiker hielt er für inkonsequent.
Die Pyrrhoniker nannten Tropen nach einem Begriff der Rhetorik jene Gründe, die sich für die Unmöglichkeit der Erkenntnis der Wirklichkeit und der Wahrheit anführen ließen. Man kannte zwei Listen von Tropen; die „Zehn Tropen“ wurden Ainesidemos von Knossos (1. Jahrhundert v. Chr.) zugeschrieben, die „Fünf Tropen“ Agrippa, der im 1. oder 2. Jahrhundert n. Chr. lebte. Von beiden weiß man kaum mehr als den von Diogenes Laertios überlieferten Namen. Über die Reihenfolge der Tropen herrschte schon in der Antike keine Einigkeit. Der neunte Tropus lässt sich als die wesentliche Zusammenfassung aller vorausgegangenen Tropen begreifen. Der zehnte Tropus scheint relativ selbständig gewesen zu sein.
Ausgangspunkt einer nach dem Pyrrhoniker Agrippa benannten Argumentation („agrippinische Skepsis“) ist die Behauptung der Skeptiker, dass es zu beinahe allen Fragen gut begründete gegensätzliche Meinungen gibt. Agrippa bestreitet, dass eine Überzeugung durch Deduktion adäquat begründet werden könnte. Bei der Begründung werde man unweigerlich genötigt, entweder in der Suche nach Gründen immer weiter zurückzugehen, so dass man in einen infiniten Regress gerät, oder das Rechtfertigungsverfahren an einem willkürlichen Punkt abzubrechen oder zirkulär zu argumentieren. Diese Situation wird daher auch als Agrippa-Trilemma oder auch in Anschluss an Hans Albert als Münchhausentrilemma bezeichnet.

### Mittelalter
In der lateinischsprachigen Gelehrtenwelt des Mittelalters war der antike Skeptizismus aus Ciceros Angaben, vor allem aber durch den außerordentlich einflussreichen spätantiken Kirchenvater und Schriftsteller Augustinus bekannt. Augustinus hatte in einer Schrift „Gegen die Akademiker“ (Contra Academicos), womit er die akademische Skepsis meinte, gegen den Skeptizismus polemisiert. Für mittelalterliche Philosophen kam der Skeptizismus als alternative Denkmöglichkeit kaum ernsthaft in Betracht; nicht nur die Autorität des Augustinus stand dem entgegen, sondern vor allem auch der Umstand, dass ein konsequenter Skeptizismus auch die christliche Lehre als eine Form von Dogmatismus in Frage gestellt hätte. Daher gab es im Mittelalter zwar methodischen Zweifel im Sinne des sokratischen Nichtwissens, das letztlich auf die Erlangung von Wissen abzielt, aber keinen echten Skeptizismus, der die Glaubensgewissheit erschüttert hätte. Im Spätmittelalter waren skeptische Argumente für den Zweck einer christlichen Kritik am Rationalismus willkommen (so etwa bei Thomas von Aquin; Duns Scotus und Wilhelm von Ockham betonten prinzipielle Grenzen menschlicher Erkenntnisfähigkeit), doch wurden daraus keine Konsequenzen im Sinne des Skeptizismus gezogen.
In der Epoche der Scholastik wurde auch eine Auseinandersetzung mit dem antiken Skeptizismus in die philosophischen und theologischen Bemühungen der Gelehrten einbezogen. Heinrich von Gent folgte zwar der Argumentation des Augustinus gegen die akademische Skepsis, akzeptierte aber im Sinne der Skeptiker ein sehr strenges Wahrheitskriterium. Dies trug ihm die Kritik des Duns Scotus ein, der meinte, ein solches Kriterium müsse zu so großer Ungewissheit führen, wie die antiken Skeptiker behauptet hatten. Nikolaus von Autrecourt hielt die Konsequenzen aus den Annahmen der antiken skeptischen Akademiker für absurd, räumte aber ein, dass ihre Argumente formal fehlerfrei seien. Weder die Sinneswahrnehmung noch der auf sie angewiesene Verstand sei in der Lage, gesicherte Erkenntnis über die materielle Außenwelt zu liefern, und nicht einmal von seinen eigenen mentalen Akten habe der Mensch sicheres Wissen.

### Frühe Neuzeit

#### Renaissance
Die Lösung aus Abhängigkeiten von mythischen und religiösen Vorstellungen gilt seit Hegel als zentrales Anliegen antiker Skeptiker. Zur philosophischen Freiheit und skeptischen Gelassenheit gehört es, an nichts gebunden zu sein.
Die Wiederentdeckung dieser skeptischen Sicht in der Renaissance ergab sich im Rahmen der Strömungen des Humanismus und der Reformation. Ihre Vertreter stellten bisher Gültiges und Mächtiges in Frage. So soll z. B. die Wahrheit der aristotelisch-scholastischen Philosophie den Lehrbetrieb an den Universitäten und in den Wissenschaften nicht mehr beherrschen. Humanistische Denker und Reformatoren traten für die Selbstbestimmung des Einzelnen ein. Jeder könne grundsätzlich sein Denken und Handeln selber bestimmen, anstatt sich Dogmen und Autoritäten zu unterwerfen. Nikolaus von Kues hatte mit seiner „Lehre der Unwissenheit“ (De docta ignorantia) im 15. Jh. ein empirisches Studium der Natur gefordert. Die Forschungen naturwissenschaftlicher Philosophen wie Galileo Galilei (1564–1642) und Baco von Verulam (1561–1628) schlossen sich an.
In den sechziger Jahren des 16. Jahrhunderts wurden die beiden erhaltenen Schriften des Sextus Empiricus von Humanisten ins Lateinische übersetzt. Henri Estienne übersetzte 1562 die „Grundzüge des Pyrrhonismus“; 1569 folgte die Übersetzung der Schrift „Gegen die Mathematiker“ durch Gentian Hervet, der eine lateinische Gesamtausgabe der Werke des Sextus besorgte.
Das Bekanntwerden der skeptischen Schriften des Sextus Empirikus ließ in der vom christlichen Glauben dominierten Welt der Renaissance viele Fragen aufkommen, die zu Zweifeln an Religion und Wissenschaft führten. Die neu erwachte Skepsis wurde zur Bedrohung für den christlichen Glauben und die christlich-theologisch geprägten Wissenschaften. Die Skeptiker wurden als ‚die neuen Akademiker’ bezeichnet.
Der portugiesische, in Frankreich lebende Philosoph und Arzt Francisco Sanches veröffentlichte 1581 in Toulouse eine Schrift mit dem Titel „Dass nichts gewusst wird“ (Quod nihil scitur). Die zentrale Aussage dieser Schrift ist: Es gibt keine endgültigen Antworten. Er kritisierte die theoretische Überfrachtung der Wissenschaften durch den Wahrheitsanspruch der aristotelisch-scholastischen Philosophie. Sanches verfügte über sichere Kenntnisse der pyrrhonischen Skepsis, die er im Disput mit herrschenden Theorien zutreffend verwendete.
In einer ersten Reaktion auf die skeptische Kritik wurde von italienischen Humanisten wie Pico della Mirandola der Glaube als allein zuverlässige Quelle für Wissen und Philosophie betont. Aus diesen Anfängen entwickelte sich der Fideismus, wie ihn z. B. Blaise Pascal im 17. Jh. vertrat. Pascal gab in der Religion dem Gefühl den Vorrang vor der Vernunft, weil auch die Vernunft kein verlässliches Kriterium liefere. Der Skeptiker Michel Montaigne hielt im 16. Jh. den Fideismus und die Vernunft für gleichermaßen ungewiss. Er überließ den Glaubensstreit den Theologen.
Michel de Montaigne zeigte in seinen Essays durchgehend skeptisches Denken. Seine Skepsis war durch die Widersprüchlichkeit scholastischer Theorien und die vielfältigen Möglichkeiten zu denken geprägt. Angesichts der zeitgleichen Religionskriege zweifelte Montaigne an der Möglichkeit, dass Menschen „Gott“ und seinen Willen erkennen könnten. Er gab seiner Skepsis den offenen Charakter seiner Essais und stellte sie auf neuzeitliche Art – anders als Sextus Empirikus – in den Zusammenhang seiner eigenen Beobachtungen. Er blieb bei der pyrrhonischen Skepsis. Er enthielt sich typisch skeptisch der Parteinahme für eine der überlieferten Weltdeutungen und entdeckte die Produktivität des menschlichen Denkens. Dies nannte Hugo Friedrich in seiner Studie über Montaigne „erschließende Skepsis“. Aus seinen Beobachtungen zog Montaigne seine Schlussfolgerungen für menschliches Denkens und Handeln. Widersprüche erweitern unseren Horizont, zeigen den Reichtum menschlicher Existenzen auf, der Philosoph ähnelt darin dem Maler, meinte Montaigne. Trotz aller Kritik akzeptiert der Skeptiker die gesellschaftlichen Verhältnisse, die er vorfindet. Er fügt sich ein, aber die kulturellen Urteile und Wertvorstellungen übernimmt er nicht. Montaigne habe also, so eine neuere Veröffentlichung, den umfassenden Zweifel der Pyrrhoneer in eine skeptische Anerkenntnis der jeweiligen Lebenswelt produktiv umgeformt.

„Ich habe eine Abneigung vor aller Neuerung, unter welcher Gestalt sie auch auftritt; und meine nicht unrecht zu haben, nachdem ich davon so schädliche Folgen erlebt habe. … Die Frucht der Verwirrung ist selten der Lohn dessen, der sie angestiftet hat; er rührt und trübt das Wasser für andere Fischer.“

#### Aufklärung
Im Zeitalter der Aufklärung wurde der Skeptizismus zu einer breiten vielschichtigen Strömung. Der französische Frühaufklärer Pierre Bayle, dessen historische Skepsis Leibniz im rationalen Idealismus aufgehoben hat, unterschied streng zwischen der Möglichkeit einer wahren Erkenntnis, die er bestritt, und religiösen Überzeugungen, die immer auf Glauben, nicht auf Wissen beruhen. Voltaire machte den Zweifel zu einer der Maximen seines Denkens. Denis Diderot übernahm für seine Enzyklopädie den Artikel „Pyrronienne“ (Skeptizismus) aus dem erstmals 1695–97 erschienenen historisch-quellenkritischen Lexikon Dictionnaire historique et critique Pierre Bayles. Zahlreiche Autoren der Enzyklopädie waren Skeptiker.

##### David Hume
Die Vertreter des Skeptizismus gewannen größeren Einfluss, als das englische Bürgertum nach der Revolution mit der Aristokratie einen historischen Kompromiss einging.
Im Anschluss an den Sensualisten George Berkeley betrieb der empiristisch-sensualistische Philosoph und Historiker David Hume den Skeptizismus systematisch. In seiner Schrift An Enquiry Concerning Human Understanding (Eine Untersuchung über den menschlichen Verstand) (1748) legte Hume – anders als John Locke – dar, dass alle Vorstellungen des Menschen auf sinnlichen Wahrnehmungen beruhen und alles Erkennen nur in Verknüpfungen dieser Vorstellungen bestehe, von denen der Mensch nicht wissen könne, ob ihnen in der Wirklichkeit etwas entspreche.
Hume äußerte sich sowohl in seinem Erstlingswerk Eine Abhandlung über die menschliche Natur als auch in der Untersuchung über den menschlichen Verstand zum Skeptizismus. Im Unterschied zum weit verbreiteten Urteil religiöser und streng metaphysischer Philosophen kenne er niemand, der handle, ohne dabei irgendwelche Überlegungen anzustellen bzw. Prinzipien umzusetzen. Er gehe deshalb davon aus, dass es derartige Skeptiker überhaupt nicht gäbe. Aus Humes Sicht ist der Cartesianische Zweifel eine derartige Sackgasse des (Ver-)Zweifelns bzw. des Philosophierens. Descartes und die Cartesianer brauchten nämlich für ihren Weg aus dem Zweifeln eine Kette von Schlussfolgerungen, die sich auf ein ursprüngliches Prinzip zurückführen lasse, das jeden weiteren Zweifel ausschließe. Dieses Prinzip sei dem Menschen aber nicht zugänglich und daher sei Zweifeln so nicht aufhebbar.
Philosophieren mit 'mäßigen Zweifeln' sei dennoch möglich, wenn man akzeptiere, dass menschliche Kenntnisse und Fähigkeiten entsprechend der menschlichen Natur immer dem Irrtum unterworfen sind. Für dieses skeptische Philosophieren empfiehlt Hume, sich in unparteiischem Urteilen zu üben, sich von anerzogenen oder abwertenden Vorurteilen frei zu machen und mit klaren und nachvollziehbaren Anfangsgründen zu beginnen. Ferner in umsichtiger und behutsamer Weise vorzugehen, die eigenen Überlegungen immer und immer wieder zu überprüfen und die Folgen dieser Überlegungen sorgfältig zu überdenken. Dieser Weg sei zwar zeitraubend, aber dies schien ihm der Weg zu sein, wie eine dem Menschen gemäße Zuverlässigkeit und Sicherheit von Auffassungen möglich sei. Hume empfahl hier seine eigene Art und Weise zu philosophieren: Es gibt Philosophen, die mit dieser Vorgehensweise Schwierigkeiten haben. Denn die Ergebnisse sind ihnen nicht entschieden, bzw. bestimmt genug. Sie halten sie deshalb für wenig wertvoll, werden durch sie verwirrt und glauben, dass sie damit nicht handeln können. Sie wollen sich daher davon distanzieren und halten mit heftigen und hartnäckigen Behauptungen an ihren bisherigen Auffassungen fest. Dies ließe sich vermeiden, wenn Philosophen einräumen könnten, dass auch der Verstand der besten Denker seine Grenzen habe.
Hume bestritt den objektiv-realen Charakter der Kausalzusammenhänge und betrachtete sie nur als ein subjektiv-psychologisches Ordnungsprinzip, das sich aus gewohnten kausalen Sichtweisen ergebe (siehe Kausalität). Nur für die mathematischen Beziehungen, die nach seiner Meinung „durch die reine Tätigkeit des Denken zu entdecken“ und daher geschlossene Systeme sind, erkannte er Notwendigkeit und Gewissheit an, während „alle Ableitungen aus Erfahrungen […] Wirkung der Gewohnheit“ seien. So war für Hume schließlich in dieser Hinsicht „die Betrachtung der menschlichen Blindheit und Schwäche das Ergebnis aller Philosophie“. Er gründete seine skeptische Wahrnehmungstheorie auf die Behauptung, dass dem Verstand nie etwas anderes gegenwärtig sei als die Vorstellungen („impressions“ bzw. „ideas“), die durch Sinneseindrücke ('sensations') hervorgerufen werden. Aus diesem Grunde sei die Existenz materieller Dinge außerhalb des Bewusstseins, die objektive Realität überhaupt, nichts weiter als eine Vermutung, die Menschen gewohnheitsmäßig als Gewissheit äußern. Hieraus ergebe sich – theoretisch – die Zweifelhaftigkeit der Existenz materieller Dinge und damit zugleich ihre Nichterkennbarkeit.
Humes empirische Skepsis hatte Kant in seinem transzendentalen Idealismus aufgehoben.

##### Immanuel Kant
Einen gewissen Skeptizismus bzw. Agnostizismus vertrat auch Immanuel Kant zumindest im Hinblick auf metaphysische Fragen, wie die Fragen nach Gott, Willensfreiheit und Unsterblichkeit der Seele, bei denen es nicht möglich sei, mit Hilfe der Erfahrung objektive Erkenntnis oder Wissen zu erlangen und die deswegen nur als subjektiv bzw. intersubjektiv gültiger Glaube gerechtfertigt werden können. Um eine skeptische Einstellung und Unterscheidung im Sinne des methodischen Zweifels von Descartes handelt es sich auch bei seiner Auffassung von der Unerkennbarkeit der „Dinge an sich“. Im Unterschied zu Hume war Kant nicht nur von der objektiven Existenz der „Dinge an sich“ außerhalb des menschlichen Bewusstseins überzeugt, sondern verteidigte auch die Möglichkeit objektiver Erkenntnis der Eigenschaften von Substanzen und der kausalen Wechselwirkungen zwischen Gegenständen (und Personen) in Raum und Zeit, wie sie z. B. in der Newton’schen Mechanik gegeben war. Allerdings bestand er darauf, dass man dabei prima facie immer nur mit Erscheinungen von Dingen an sich zu tun habe und nicht mit den Dingen an sich selbst, die uns als solche nicht in der Erfahrung gegeben seien, sondern nur mit Hilfe von Experiment, logischer Überlegung und mathematischen Berechnungen aufgrund ihrer kausalen Wirkungen erschlossen werden können. Aus diesen Gründen reicht nach Kant eigentliche Wissenschaft nur so weit, wie Mathematik angewandt werden kann (damals in der Physik und später auch in der Chemie), sodass nicht nur unsere anthropologische Menschenkenntnis (seit dem 19. Jh. in der Psychologie und Soziologie), sondern auch unsere Erfahrung von der organischen Natur des Menschen (in der Anatomie) und der anderen Lebewesen (später in der Biologie) zwar zu allerlei Kenntnissen, Vermutungen und induktiven Verallgemeinerungen führen kann, jedoch keine objektive Erkenntnis bzw. Wissen im strengen Sinne ermögliche. Eigentliche Wissenschaft im strengen Sinn gibt es nach Kant nur dort, wo – wie in der Logik und Mathematik sowie in den apriorischen Grundlagen der Naturwissenschaften – absolute Notwendigkeit und Allgemeingültigkeit erreichbar ist. Alles auf menschlicher Erfahrung basierende uneigentliche „Vermutungswissen“ basiere hingegen nur auf verallgemeinernden Vermutungen, die nicht immer zuverlässig seien, weil sie durch mangelnde oder eingeschränkte Erfahrung sowie durch die beschränkten Fähigkeiten der Sinnesorgane des Menschen mitbestimmt werden.

### Moderne
Skeptische bzw. agnostische Ansichten gegenwärtiger Erkenntnistheorie, die an die Gedanken Humes und Kants anknüpfen, sind z. B. im Neukantianismus zu finden. Als Erkenntnis dürfe nur ein solches Wissen bezeichnet werden, das absolut wahr, unwiderlegbar und unbezweifelbar sei. Da aber alle unsere Kenntnisse historisch relativ, von den konkreten geschichtlichen Bedingungen des Erkenntnisprozesses abhängig sind, seien echte Erkenntnisse nicht möglich.
In die gleiche Richtung zielt auch die These von Leonard Nelson (Über das sogenannte Erkenntnisproblem, Die Unmöglichkeit der Erkenntnistheorie), dass jede Anerkennung einer Erkenntnis bereits ein Kriterium für deren Wahrheit voraussetze, das entweder selbst bereits eine Erkenntnis oder aber das als richtig und anwendbar erkannt sein müsse. Dies führe zu einem inneren Widerspruch, zu einem unendlichen Regress. Besonders von neopositivistisch orientierten Erkenntnistheoretikern wird das „Nelsonsche Paradoxon“ häufig als Stütze für ihre agnostizistischen Auffassungen und als Beweis dafür verwendet, dass man den Erkenntnisbegriff willkürlich festlegen könne.
Der mathematische Idealismus mancher theoretischer Physiker ist ein Versuch, die methodische Skepsis des Neopositivismus zu überwinden.
Eine wichtige Rolle spielen in der Philosophie der Gegenwart skeptische Positionsbezüge nicht so sehr im Bereich der Erkenntnistheorie, sondern der praktischen Philosophie. Ein starker skeptischer Impuls geht von dem bei Odo Marquard propagierten Abschied vom Prinzipiellen aus. Marquards Ansatz hat insbesondere Andreas Urs Sommer weiterentwickelt. Die skeptische Richtung in der Praktischen Philosophie verzichtet auf Letztbegründungsversuche und setzt die ursprünglich ohnehin auf die Lebenspraxis zielenden Vorgaben des antiken Pyrrhonismus für die Gegenwart um.
Paul Kurtz unterscheidet als Arten des Skeptizismus:	
- Nihilismus als absolut negativer Skeptizsmus: Der Mensch neigt zum Irrtum; weder Sinneswahrnehmungen noch deduktive Schlussfolgerungen der Mathematik geben sichere Erkenntnis, Bedeutungen sind irreversibel subjektiv. Moralische Prinzipien lassen sich nicht ausmachen. Nicht Vernunft und Beweisführung bestimmen uns, sondern Macht, Gewohnheit und Leidenschaft herrschen. So ist der absolute Skeptizist gefangen in seinem Solipsismus und der absolute Skeptizismus ist ein Widerspruch in sich selbst, indem er behauptet Erkenntnis sei unmöglich; denn dies ist sein Dogma.
- Agnostizismus als neutraler (nihilistischer) Skeptizismus: Er leugnet und behauptet nichts, verzichtet auf jedes Urteil und wenn er etwas sagt, ist dies nur seine augenblickliche persönliche Privatmeinung ohne Geltungsanspruch. Vertreter dieser Auffassung waren Kratylos und Pyrrhon von Elis.
- Der gemäßigte Skeptizismus, wie ihn auch schon David Hume nannte und Karneades vertrat: Obwohl wir keine letzten Wahrheiten erkennen könne, zwingt uns das Leben, so zu leben und zu handeln als ob. Unsere Verallgemeinerungen beruhen auf Erfahrung und Praxis und die Schlussfolgerungen, die wir aus Gewohnheit und Überlieferung treffen, dienen uns als Richtschnur.
- Ungläubigkeit gegenüber den Dogmen der Religionen: Skeptiker reflektieren ihre Haltung und finden die Sprache der Transzendenz unverständlich oder sinnlos. Die Gottesbeweise können sie nicht überzeugen und sie gehen davon aus, dass Moral auch ohne Gottesglauben möglich sei.
- Skeptische Nachprüfung als neuer oder methodischer Skeptizismus, der kritisch gegenüber den herkömmlichen Skeptizismen von diesen gelernt hat, und die negative kritische Analyse von Wissensbehauptungen in positive Beiträge umzuwandelt um diese  pragmatisch zu nutzen. Dieser Skeptizismus ist nicht absolut, sondern selektiv und kontextuell, doch stets der menschlichen Fehlbarkeit bewusst. Er ist somit eine auch selbstkritische Methode des Zweifels, die für Hypothesen Beweise und Gründe verlangt, so wissenschaftliche Forschung anstrebt und auch Richtlinien für die normativen Bereiche von Ethik und Politik. Diese Eupraxophie könne uns zu Vernunft in unserem Verhalten verhelfen und solle dabei offen für neue Möglichkeiten und unerwartete Wendungen bleiben.[45]

Im 17. Jahrhundert hatte René Descartes, der einen methodischen Zweifel praktizierte, aber kein Anhänger des Skeptizismus war, die Möglichkeit diskutiert, dass das, was die Menschen über die Wirklichkeit zu wissen glauben, ihnen von einem bösen Dämon vorgetäuscht wird. Diese Idee wurde in der Moderne aufgegriffen. Hilary Putnam brachte die „Gehirn im Tank“-Hypothese als philosophisches Gedankenexperiment ins Gespräch. Erwogen wird die Möglichkeit, dass ein böser Wissenschaftler den Menschen mit Hilfe eines Supercomputers täuscht. Hierzu entfernt er operativ dessen Gehirn, setzt es in eine Nährlösung, verbindet es mit einem Supercomputer und löscht die Erinnerungen über diesen ganzen Vorgang.
Als Vorlage für Filme und Romane erreichen skeptische Hypothesen Bekanntheit auch über den engeren Kreis der Philosophen und Philosophie-Interessierten hinaus.

## Textausgaben
- Sextus Empiricus: Grundriss der pyrrhonischen Skepsis. Mit einer Einleitung von Malte Hossenfelder, Frankfurt am Main 1985, ISBN 3-518-28099-6.
- David Hume: Eine Untersuchung über den menschlichen Verstand. Aus dem Englischen von Raoul Richter. Hrsg. Jens Kulenkampff. 12. Auflage, Meiner, Hamburg 1993, ISBN 3-7873-1155-6.
  - dass., mit Kommentar v. Lambert Wiesing. Suhrkamp, Frankfurt 2007, ISBN 3-518-27005-2.
- Michel de Montaigne: Essais. Erste moderne Gesamtübersetzung von Hans Stilett, Frankfurt 1998, ISBN 3-8218-4472-8.[47]
- Franciscus Sanchez: Daß nichts gewusst wird. Lateinisch–deutsch. Einleitung und Anmerkungen von Kaspar Howald. Übersetzung von Damian Caluori und Kaspar Howald. Lateinischer Text von Sergei Mariev. Phil. Bibl. 586. Meiner, Hamburg 2007, ISBN 978-3-7873-1815-5.

### Philosophiegeschichtliche Darstellungen
- Julia Annas, Jonathan Barnes: The Modes of Scepticism. Ancient Texts and Modern Interpretations. Cambridge 2003.
- Otto Apelt: Leben und Meinungen berühmter Philosophen. 2, Buch VII–X, Diogenes <Laertius>; übers. u. erl. von Otto Apelt. 1921
- Jonathan Barnes: The Toils of Scepticism. Cambridge 1994, ISBN 0-521-38339-0.
- Myles Burnyeat, Michael Frede: The Original Sceptics: A Controversy. Hackett, Indianapolis/Cambridge 1997, ISBN 0-87220-348-4.
- Damian Caluori, Richard Bett: Skepsis in der Kaiserzeit. In: Christoph Riedweg u. a. (Hrsg.): Philosophie der Kaiserzeit und der Spätantike (= Grundriss der Geschichte der Philosophie. Die Philosophie der Antike. Band 5/1). Schwabe, Basel 2018, ISBN 978-3-7965-3698-4, S. 212–228, 249–253
- Orazio Cappello: The School of Doubt. Leiden 2019.
- Markus Gabriel: Antike und moderne Skepsis zur Einführung. Junius, Hamburg 2008, ISBN 978-3-88506-649-1.
- Robert James Hankinson: The Sceptics. The Arguments of the Philosophers. London/New York 1995, ISBN 0-415-04772-2.
- Malte Hossenfelder: Skepsis. In: Handbuch philosophischer Grundbegriffe, hrsg. von Hermann Krings u. a., Band 3, München 1974, S. 1359–1367.
- Richard Hönigswald: Die Skepsis in Philosophie und Wissenschaft. 1914, Neuausgabe (hrsg. und Einleitung von Christian Benne, Thomas Schirren), Edition Ruprecht, Göttingen 2008, ISBN 978-3-7675-3056-0.
- Anthony A. Long: Aristotle and the History of Greek Scepticism. In: D. J. O’Meara (Hrsg.): Studies in Aristotle. Washington 1981, S. 79–106.
- Richard H. Popkin: The History of Scepticism from Savonarola to Bayle. Überarbeitete Neuauflage, Oxford u. a. 2003, ISBN 0-19-510768-3.
- Friedo Ricken: Antike Skeptiker. München 1994, ISBN 3-406-34638-3.
- Robert W. Sharples: Stoics, Epicureans and Sceptics. London/New York 1996, ISBN 0-415-11035-1.
- Katja Maria Vogt: Ancient Skepticism. In: Edward N. Zalta (Hrsg.): Stanford Encyclopedia of Philosophy, 2010, substantive revision 2022.
- Michael Williams (Hrsg.): Scepticism. Aldershot 1993, ISBN 1-85521-335-4.

### Systematische Diskussion
- Keith DeRose, K., T. Warfield (Hrsg.): Skepticism. A Contemporary Reader. Oxford University Press, New York/Oxford 1999.
- R. J. Fogelin: Pyrrhonian Reflections on Knowledge and Justification. New York/Oxford 1994.
- R. Fumerton: Metaepistemology and Skepticism. Lanham 1995.
- Thomas Grundmann, Karsten Stüber (Hrsg.): Philosophie der Skepsis. Schöningh, Paderborn u. a. 1996 (UTB 1921), ISBN 3-506-99482-4
- P. Klein: Skepticism. In P. Moser (Hrsg.): The Oxford Handbook of Epistemology. Oxford University Press, Oxford 2002, S. 336–361.
- M. Williams: Scepticism without Theory. In: The Review of Metaphysics 41 (1988), S. 547–588.
- M. Williams: Unnatural Doubts. Princeton 1992.
- Barry Stroud: The Significance of Philosophical Scepticism. Oxford 1984.
- Peter Unger: Ignorance: A Case for Scepticism. Oxford University Press, Oxford 1975.

### Skeptizismus in der praktischen Philosophie der Gegenwart
- Odo Marquard: Abschied vom Prinzipiellen. Reclam, Stuttgart 1981.
- Odo Marquard: Apologie des Zufälligen. Philosophische Studien. Reclam, Stuttgart 1987.
- Paul Kurtz: The New Skepticism: Inquiry and Reliable Knowledge, 1992, Prometheus Books, ISBN 0-87975-766-3
- Odo Marquard: Skepsis und Zustimmung. Philosophische Studien. Reclam, Stuttgart 1994.
- Odo Marquard: Philosophie des Stattdessen. Studien. Reclam, Stuttgart 2000.
- Christoph Bördlein: Das sockenfressende Monster in der Waschmaschine. Eine Einführung ins skeptische Denken. Alibri, Aschaffenburg 2002, ISBN 3-932710-34-7.
- Andreas Urs Sommer: Die Kunst des Zweifelns. Anleitung zum skeptischen Philosophieren. C. H. Beck, München 2005, 2. Aufl. 2007, Sonderausgabe 2008.
- Nassim Nicholas Taleb: Der schwarze Schwan: Die Macht höchst unwahrscheinlicher Ereignisse. Hanser Wirtschaft, München 2008.
- Markus Gabriel: An den Grenzen der Erkenntnistheorie. Die notwendige Endlichkeit des objektiven Wissens als Lektion des Skeptizismus. Verlag Karl Alber, Freiburg/München 2008, ISBN 978-3-495-48318-3.